# Brun blåsfisk
Brun blåsfisk (Arothron reticularis) är en fiskart som först beskrevs av Bloch och Schneider 1801.  Brun blåsfisk ingår i släktet Arothron och familjen blåsfiskar. Inga underarter finns listade.